# Сула Катерина Олександрівна
Катерина Олександрівна Сула (нар. 28 вересня 1978, Дніпропетровськ, Українська РСР, СРСР) — українська громадська діячка, виконавча продюсерка музичної агенції «УХО», лауреатка національної премію імені Шевченка у 2021 році.

## Творчість
Одна із співзасновниць музичної агенції «УХО», що з'явилась 2012 року в Броварах. Обіймає посаду виконавчої продюсерки агенції.

## Премія імені Шевченка
У 2021 році отримала премію Шевченка у номінації «музичне мистецтво» разом із Шимальським Євгеном (співзасновник агенції «УХО») та Олександрою Андрусик (директорка агенції «УХО»). Нагороду вручили за цикл «Архітектура голосу» — серія концертних подій музичного агентства.
Зокрема, івенти циклу «Архітектура голосу» передбачали дослідження вокальних практик у міському просторі. Концерти відбувалися впродовж 10 місяців, щоразу в іншому місці — часто прямо не призначеному для виконання музики (басейн, підземний перехід, вулиця, церква тощо).